# Décès en 1238
Décès
- 1234
- 1235
- 1236
- 1237
- 1238
- 1239
- 1240
- 1241
- 1242

Cette page dresse une liste de personnalités mortes au cours de l'année 1238 :
- 4 mars : Iouri II de Vladimir, prince de Vladimir.
- 8 mars : Al-Kâmil, ou Al-Malik al-Kâmil Nâsîr ad-Dîn, vice-roi d'Égypte sous le règne de son père al-Adel puis un sultan ayyoubide d'Égypte.
- 16 mars : Benchō, considéré comme le second patriarche de la principale branche Chinzei de la secte Jōdo-shū du bouddhisme japonais après Hōnen.
- 19 mars : Henri Ier le Barbu, duc de Cracovie.
- 1er avril : Jean d'Eppes ou d'Aps, prince-évêque de Liège.
- 11 novembre : Matsudo no Moroie, kugyō (fonctionnaire japonais de haut rang) de la fin de l'époque de Heian au début de l'époque de Kamakura.
- 10 décembre : Jean Ier d'Apremont, évêque de Verdun puis évêque de Metz.

- Eléazar de Worms, mystique juif, auteur du Secret des secrets partie de la Kabbale.
- Gervaise de Dinan, aristocrate française, dame de Dinan-Bécherel.
- Guillaume de Lorris, poète français, auteur de la première partie du Roman de la Rose.
- Ibn Hud, ou Abu Abd Allah Muhammad ibn Yusuf ibn Hud al-Yazami, émir de la Taïfa d'Andalousie.
- Jean Ier de Trébizonde ou Jean Ier Megas Comnène Axouch, empereur de Trébizonde.
- Jeanne d'Angleterre, reine consort d'Écosse.
- Hugues de Morville, évêque de Coutances.
- Pierre des Roches, évêque de Winchester.
- Rodolphe II de Gruyère, comte de Gruyère.
- Marguerite de Sablé, dame du Lude et de Durtal.
- Ubaldo Visconti de Gallura, juge de Gallura et juge  consort de Torres.

## Crédit d'auteurs
- Cet article est partiellement ou en totalité issu de l'article intitulé « 1238 » (voir la liste des auteurs).